# Франко-итальянское соглашение (1902)
Франко-итальянское соглашение 1902 года (фр. Accord franco-italien, итал. Accordo franco-italiano, также соглашение Баррера — Принетти) — политическое соглашение Франции и Италии. Заключено 1—2 ноября 1902 года в Риме между французским послом в Италии Камилем Баррером и итальянским министром иностранных дел Джулио Принетти. По условиям соглашения Франция и Италия обязались соблюдать нейтралитет в случае вступления одной из сторон соглашения в войну, что фактически свело на нет реальное участие Италии в Тройственном союзе.

## Предыстория

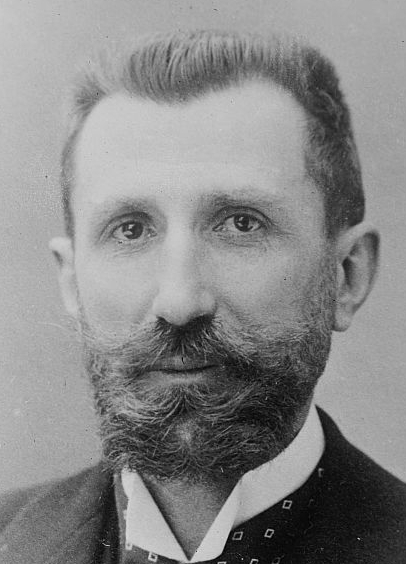
Камиль Баррер, посол Франции в Италии

Из-за того, что Австро-Венгрия противодействовала попыткам Италии расширить свою колониальную империю за счёт Османской империи, Италия решила пойти на сближение с Францией. Франция, желающая оторвать Италию от Тройственного союза, решила поддержать устремления итальянского правительства. В частности, французский посол в Риме Камиль Баррер содействовал установлению более выгодных для Италии торговых соглашений с Францией и перемене тона французских газет по отношению к Италии на более благожелательный. После долгих (1899—1900) переговоров 15 декабря 1900 года Камиль Баррер и итальянский министр иностранных дел Эмилио Висконти-Веноста обменялись нотами, согласно которым Италия признавала французские претензии на Марокко, а Франция со своей стороны — претензии Италии на Триполитанию и Киренаику.

## Заключение соглашения и его условия

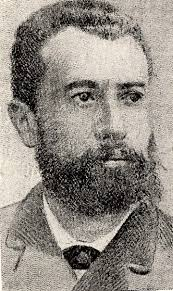
Джулио Принетти, министр иностранных дел Италии

Развивая тенденции, заложенные в соглашении 1900 года, Камиль Баррер и итальянский министр иностранных дел Джулио Принетти заключили новое секретное соглашение (в форме дипломатической корреспонденции). По этому соглашению обе стороны обязывались сохранять строгий нейтралитет в том случае, если одна из сторон станет объектом неспровоцированного нападения или вследствие «прямого вызова» будет вынуждена для защиты своей чести и безопасности принять на себя инициативу объявления войны противнику.
Соглашение 1902 года намеренно начиналось с указания на франко-итальянские договоренности по Марокко и Триполитании. Италия напрямую связывала вопрос о гарантиях Франции в случае возможного франко-германского конфликта с урегулированием интересов Франции и Италии в Средиземноморье.

## Последствия
Камиль Баррер был вполне удовлетворён соглашением 1902 года. По его наблюдениям, до начала переговоров по заключению соглашения Италии было достаточно малейшего недовольства французской политикой, чтобы прислушаться к предложениям противников Франции и интерпретировать или модифицировать её союзы в опасном для Франции смысле. Теперь он полагал, что соглашение о нейтралитете сделает это невозможным в будущем. Обязательство Италии по соглашению 1902 года уведомлять Францию о любых изменениях условий её пребывания в Тройственном союзе затруднит для неё внесение изменений в него в ущерб Франции. Соглашение также предполагало, что Франция будет знакома по крайней мере с той частью соглашения о Тройственном союзе, которая касается непосредственно Франции. Италия, признав это, автоматически попала бы под подозрение в разглашении секретов Тройственного союза. Баррер из этого сделал вывод, что итальянскому правительству впредь придётся дважды подумать, прежде чем ставить себя в ситуацию, когда оно оттолкнет дружбу с Францией. Это поставило бы Италию в подчинение её союзникам, без Франции в качестве противовеса, и ухудшило бы её условия пребывания в Тройственном союзе, поскольку Италия на тот момент больше не
находила мощной поддержки со стороны Англии.
Не противореча букве Тройственного союза, франко-итальянское соглашение 1902 года обесценивало его по духу. По условиям союзного договора Италия должна была предоставить Германии военную помощь в том случае, если та «без прямого вызова» станет жертвой нападения Франции. Теперь же по условиям соглашения та же Италия обязывалась перед Францией держать нейтралитет при наличии «прямого вызова» со стороны Германии. Причём право судить, кто является провоцирующей стороной в любом конфликте между Францией и Германией, Италия оставляла за собой (этим правом Италия и воспользовалась для того, чтобы не вступать в Первую мировую войну на стороне Германии в 1914 году). Поэтому франко-итальянское соглашение 1902 года де-факто свело к нулю реальное участие Италии в Тройственном союзе.
Также соглашение 1902 года положило начало оформлению сфер влияния в Северной Африке между европейскими странами.
Уже в 1912 году, перед возобновлением Тройственного союза, экс-министр иностранных дел России А. П. Извольский в письме действующему министру С. Д. Сазонову так охарактеризовал франко-итальянские отношения:
«При условии поддержки дружественных и доверчивых отношений между Италией и державами Тройственного согласия, — сохранение Италии в качестве мёртвого груза в составе Тройственного союза полезно не только Франции и России, но и самой Италии, являясь обеспечением против итало-австрийской войны, в которую могли бы так или иначе быть втянуты и другие державы»
.